# Sherlock Brown
Sherlock Brown è un film muto del 1922 diretto da Bayard Veiller.

## Trama
Il sogno di William Brown è quello di fare l'investigatore e, per cinque dollari, compera da un'agenzia un distintivo di latta. Si trova coinvolto in una storia di spie dopo aver promesso il suo aiuto al tenente Musgrove, al quale è stata rubata la formula segreta di un esplosivo. Insieme a Barbara, la sorella del tenente, Brown si trova protagonista di una serie di avventure ma, alla fine, il giovanotto riuscirà a rintracciare i ladri, recuperare la formula e conquistare la ragazza.

## Produzione
Il film fu prodotto dalla Metro Pictures Corporation.

## Distribuzione
Il copyright del film, richiesto dalla Metro, fu registrato il 21 giugno 1922 con il numero LP17986.

Distribuito dalla Metro Pictures Corporation, il film uscì nelle sale cinematografiche statunitensi il 26 giugno 1922. La Jury Imperial Pictures lo distribuì nel Regno Unito.
Non si conoscono copie ancora esistenti della pellicola che viene considerata presumibilmente perduta.